# Lee Yoon-chul
Lee Yoon-chul (kor. 이윤철; * 28. März 1982 in Gunsan) ist ein südkoreanischer Leichtathlet, der sich auf den Hammerwurf spezialisiert hat und in dieser Disziplin aktuell Inhaber des Landesrekordes ist.

## Sportliche Laufbahn
Erste internationale Erfahrungen sammelte Lee Yoon-chul bei den Asienmeisterschaften 2002 in Colombo, bei denen er mit 63,53 m den fünften Platz belegte. Anschließend nahm er an den Asienspielen im heimischen Busan teil und erreichte mit einer Weite von 62,57 m den achten Rang. Im Jahr darauf wurde er bei der Sommer-Universiade in Daegu mit 62,53 m Neunter und bei den Asienmeisterschaften in Manila mit 64,56 m Sechster. Bei den Asienmeisterschaften 2005 in Incheon belegte er mit einem Wurf auf 64,56 m Platz fünf und gewann bei den Ostasienspielen in Macau mit 66,40 m die Silbermedaille. 2006 nahm er erneut an den Asienspielen in Doha teil und erreichte mit 69,07 m Rang vier. 2007 wurde er bei den Asienmeisterschaften in Amman mit 64,51 m erneut Vierter und belegte bei den Studentenweltspielen in Bangkok mit einer Weite von 66,86 m Platz elf.
Zwei Jahre später wurde er bei den Asienmeisterschaften in Guangzhou mit 66,24 m Siebter und bei den Asienspielen 2010 ebendort mit 67,55 m Sechster. 2011 folgte ein fünfter Platz bei den Asienmeisterschaften in Kōbe und die Qualifikation für die Weltmeisterschaften in Daegu, bei denen er mit 67,97 m in der ersten Runde ausschied. 2013 erreichte er bei den Asienmeisterschaften in Pune mit 72,98 m Platz vier und gewann bei den Ostasienspielen in Tianjin mit 67,65 m die Silbermedaille. Bei den Asienmeisterschaften wurde ihm 2021 nachträglich die Bronzemedaille zugesprochen, da der ursprüngliche Sieger Dilschod Nasarow aus Tadschikistan wegen eines Dopingverstoßes seine Goldmedaille verlor. Bei seinen dritten Asienspielen 2014 in Incheon wurde er mit 70,36 m Sechster. 2017 gewann er bei den Asienmeisterschaften in Bhubaneswar mit 73,77 m die Bronzemedaille hinter dem Tadschiken Dilschod Nasarow und Wang Shizhu aus China. 2018 nahm er erneut an den Asienspielen in Jakarta teil und erreichte dort mit einer Weite von 71,10 m Platz fünf. Im Jahr darauf wurde er bei den Asienmeisterschaften Doha mit 69,81 m Fünfter, wie auch bei den Asienmeisterschaften 2023 in Bangkok mit 69,74 m. Ende September gelangte er bei den Asienspielen in Hangzhou mit 69,12 m ebenfalls auf Rang fünf. 2025 belegte er bei den Asienmeisterschaften in Gumi mit 66,70 m den siebten Platz.
Von 2002 bis 2007 sowie 2009 und 2010, 2012, 2013, 2015 und 2016 und von 2018 bis 2024 wurde Lee südkoreanischer Meister im Hammerwurf.